# Sarki búvár
A sarki búvár (Gavia arctica) a madarak (Aves) osztályának búváralakúak (Gaviiformes) rendjébe, ezen belül a búvárfélék (Gaviidae) családjába tartozó vízimadár.

## Rendszerezése
A fajt Carl von Linné svéd természettudós írta le 1758-ban, a Colymbus nembe Colymbus Stellatus néven.

## Alfajai
- Gavia arctica arctica (Linnaeus, 1758)
- Gavia arctica viridigularis Dwight, 1918[2]

## Előfordulása
Főként Európában és Ázsiában, alkalmanként Nyugat-Alaszkában is, nagy és tiszta vizű tavak környékén költ. A tenger közelében kisebbekkel is megelégszik. Vannak párok, melyek egyszerre több tavon is halásznak. Leggyakrabban a Fekete-, Földközi- és Balti-tenger környékén telel. Természetes élőhelyei a tavak, mocsarak, torkolatok és tengerpartok.

### Kárpát-medencei előfordulása
Magyarországon ritka vendég, október és április közötti időszakban.

## Megjelenése
Testhossza 58–73 centiméter, szárnyfesztávolsága 100–130 centiméter, testtömege 1300–2500 gramm. Nászruhában világosszürke fejéről könnyen fel lehet ismerni. Nyugalmi ruhában már nehezebb megkülönböztetni a többi búvártól, de fejének és nyakának elülső része még ilyenkor is világosabb, mint a hátán és az oldalán.
|  |  |

## Életmódja
A récékhez hasonlóan könnyen tud úszni a vízen. Kitartóan képes repülni, közben a vöcsökfélékhez hasonlóan nyakát előre, lábát hátrahajtja. Halakkal táplálkozik, megbirkózik a nála nagyobbakkal is. Két percig is képes a víz alatt maradni, ezalatt akár 30 méter mélyre is lemerül.

## Szaporodása
A költőhelyen április végén vagy május elején jelenik meg, mikor már a jég elolvadt. A fészket a pár vízinövényekből építi fel, és állandóan nedvesen tartja. A tojások száma kettő, nagyon ritkán három; 27-30 nap a kotlási időszak.
|  |

## Természetvédelmi helyzete
Az elterjedési területe rendkívül nagy, egyedszáma ugyan csökken, de nem éri el a kritikus szintet. A Természetvédelmi Világszövetség Vörös listáján nem fenyegetett fajként szerepel. Magyarországon védett, természetvédelmi értéke 25 000 forint.